# СевЗап НТЦ
ОАО «Северо-Западный энергетический инжиниринговый центр» (Open Joint Stock Company «North West Power Engineering Centre») — российская проектно-изыскательская, конструкторско-технологическая и научно-исследовательская компания, выполняющая работы и оказывающая услуги для электроэнергетического строительства, одна из 7-и крупнейших региональных компаний научно-проектного комплекса электроэнергетики, созданных ОАО РАО «ЕЭС России» на базе ведущих проектных и исследовательских организаций СССР (РСФСР) и России. C 2008 г. входит в состав ОАО «Энергостройинвест-Холдинг».
Ликвидирована 18 сентября 2018 г.
Сокращенное наименование — ОАО «СевЗап НТЦ».
Компания основана в ноябре 29 октября 2004 года путём присоединения к управляющей компании, созданной в ходе реформы энергетики ОАО РАО «ЕЭС России» в 2003 году на базе ОАО "Научно-исследовательский, проектно-технологический и конструкторский институт «Севзапэнергомонтажпроект» (сокращенное наименование — ОАО «Севзапэнергомонтажпроект»; институт создан в … году), 4-х открытых акционерных обществ:
- Западсельэнергопроект (Пушкин, 1949 год) — ОАО «Институт Западсельэнергопроект» (ОАО «Институт Западсельэнергопроект»),
- Севзапвнипиэнергопром (Санкт-Петербург, 1952 год) — ОАО «Севзапвнипиэнергопром»,
- Тулаэнергосетьпроект (Тула, 1961 год) — ОАО «Институт Тулаэнергосетьпроект» (ОАО «ТЭСП»),
- Севзапэнергосетьпроект (Санкт-Петербург, 1962 год) — ОАО "Проектно-изыскательский и научно-исследовательский институт по проектированию энергетических систем и электрических сетей «Севзапэнергосетьпроект» (ОАО «Институт Севзапэнергосетьпроект»).

С 1993 по 2008 годы компания и составляющие её институты относились к, так называемой, категории "Дочерние и зависимые Общества научно-проектного комплекса (ДЗО НПК) ОАО РАО «ЕЭС России». С 2002 по 2008 годы — к категории «Инженерные центры энергетики (ИЦЭ) ОАО РАО „ЕЭС России“. Контроль над ДЗО НПК (ИЦЭ) осуществлялся Бизнес-единицей „Сервис“ ОАО РАО „ЕЭС России“.
Создание компании является результатом реформы энергетики страны (реформирования организаций научно-проектного комплекса ОАО РАО „ЕЭС России“), в ходе которой весь инжиниринговый (проектно-изыскательский, научно-исследовательский и пусконаладочный) электроэнергетический бизнес, находящийся в государственной собственности Российской Федерации (федеральной собственности) был преобразован по территориальному признаку в ряд крупных специализированных компаний:
- Вновь созданные компании:
  1. ОАО «Северо-западный энергетический инжиниринговый центр» (ОАО «СевЗап НТЦ»), Санкт-Петербург;
  2. ОАО «Инженерный центр энергетики Урала», Екатеринбург;
  3. ОАО «Сибирский энергетический научно-технический центр» (ОАО «Сибирский ЭНТЦ»), Новосибирск;
  4. ОАО «Инженерный центр энергетики Поволжья», Самара;
  5. ОАО «НТЦ электроэнергетики», Москва;
  6. ОАО «Инженерный центр ЕЭС» (ОАО «ИЦ ЕЭС»), Москва;
  7. ОАО «Южный инженерный центр энергетики» (ОАО «Южный ИЦЭ»), Краснодар;
- Нереформированные организации:
  1. ОАО «Всероссийский теплотехнический институт» (ОАО «ВТИ»), Москва, 1921 год;
  2. ОАО «ВНИПИэнергопром», Москва, 1942 год;
  3. ОАО «Энергетический институт имени Г. М. Кржижановского», Москва, 1959 год;
  4. ОАО "Институт «Энергосетьпроект», Москва, 1962 год;
  5. ОАО «Дальэнергосетьпроект» (ОАО «ДЭСП»), Владивосток, 1962 год;
  6. ОАО «Главный вычислительный центр энергетики» (ОАО «ГВЦ энергетики»), Москва, 1968 год.

ОАО «Северо-Западный энергетический инжиниринговый центр» входит в состав и является крупнейшей проектной компанией «Энергостройинвест-Холдинга» (ОАО) — одной из крупнейших российских инжиниринговых групп компаний электроэнергетики, образующих полную цепочку выполнения проекта «под ключ», включая этапы проектирования, строительства и последующего обслуживания объектов, и обладающей опытом и возможностями проектирования и строительства электростанций, электрических подстанций и линий электропередачи любой мощности и класса напряжения, а также волоконно-оптических линий связи.
Генеральный директор (с 18 июля 2014 года) — Ямпольский Юрий Петрович.
Головной офис и часть подразделений — Санкт-Петербург. 
 Филиалы в других городах:
- Тула,
- Пушкин (закрыт в феврале 2013 года),
- Псков (закрыт в августе 2013 года).

## Структура
Компания состоит из головного офиса, расположенного в Санкт-Петербурге, 2 производственных центров и 1 филиала (по состоянию на 01.10.2014):
- ПЦ «Севзапэнергосетьпроект» (Санкт-Петербург, зарегистрирован в 2004 году),
- ПЦ «ЛенОКП» (Санкт-Петербург, зарегистрирован в 2013 году)
- Филиал "Институт «Тулаэнергосетьпроект» (Тула, зарегистрирован в 2004 году)

На 2010 год в компанию также входили:
- ПЦ «Севзапвнипиэнергопром-Севзапэнергомонтажпроект» (Санкт-Петербург, зарегистрирован в 2004 году, вышел из состава с 1.09.2014 г.),
- ПЦ "Санкт-Петербургский институт «Теплоэлектропроект» (Санкт-Петербург, зарегистрирован в 2008 году, вышел из состава с 1.09.2014 г.)
- ПЦ «Западсельэнергопроект» (Пушкин, Ленинградская область, зарегистрирован в 2004 году, закрыт в феврале 2013 года),
- Филиал «Псковский ОКП» (Псков, зарегистрирован в 2006 году, закрыт в августе 2013 года),

В состав ПЦ «Севзапэнергосетьпроект» входила единственная в стране Научно-исследовательская лаборатория конструкций электросетевого строительства (НИЛКЭС).

## Деятельность
Основные виды деятельности компании (по состоянию на 01.11.2010):
- инженерные изыскания для строительства зданий и сооружений 1 и 2 уровней ответственности в соответствии с ГОСТом;
- комплексные изыскания для проектирования ВЛ и ПС напряжением 0,4 кВ и выше, сопутствующих сооружений, внешних коммуникаций и инженерных сооружений;
- проведение комплекса работ по межеванию земель с установлением границ административно-территориальных образований;
- проведение кадастровых съемок, землеустроительных обследований;
- проектирование магистральных электрических сетей и подстанций напряжением от 110 кВ и выше и сопутствующих сооружений;
- проектирование распределительных электрических сетей и подстанций напряжением 0,4 кВ и выше и сопутствующих сооружений;
- проектирование новых, расширение и техническое перевооружение тепловых электростанций, теплоцентралей, котельных, электрокотельных, теплонасосных станций и других источников теплоэлектроснабжения;
- разработка и обоснование схем и программ перспективного развития энерго- и тепло систем, электрических и тепловых сетей и узлов;
- проектирование кабельных, радиолинейных волоконно-оптических и других линий связи, автоматических телефонных станций, ВЧ каналов связи, релейной защиты, противоаварийной автоматики, телемеханизации, автоматических систем учета электро- и теплоэнергии, автоматизированных систем управления;
- исследования и разработка стратегии, прогноза и размещения электро- и теплоэнергетики с учетом основных направлений технического прогресса;
- разработка типовых и индивидуальных проектов, строительных конструкций;
- оказание комплексных инжиниринговых услуг по повышению уровня эксплуатации генерирующего, электросетевого оборудования и диспетчерского управления.

### Севзапэнергосетьпроект
Крупнейшая на Северо-Западе РФ проектная организация по разработке электрических сетей: высоковольтных линий электропередачи и подстанций, перспективных схем развития электроснабжения регионов и предприятий.
За 45 лет работы института выполнены проекты таких крупнейших высоковольтных линий и подстанций, как ВЛ 750 кВ ЛАЭС-Ленинградская, ВЛ 750 кВ Калининская АЭС-Ленинградская, ВЛ 500 кВ Балаково-Саратовская ГРЭС, ВЛ 500 кВ Приморская ГРЭС-Хабаровская, ВЛ 400 кВ от Выборга до границы с Финляндией, ВЛ 220 кВ ЦПС «Южное Хыльчую»-ДНС «Варандей» в Ненецком округе, ВЛ 500 кВ Житикара-Ульке в Казахстане, ПС 750 кВ Череповецкая, ПС 750 кВ Ленинградская, комплекс ВЛ и ПС для Красноярского и Иркутского алюминиевых заводов, и другие.
Институт осуществил разработку Схемы развития ОЭС Северо-Запада на период до 2010 года и Генеральной схемы электроснабжения Санкт-Петербурга на период до 2015 года с учетом перспективы до 2025 года, а также схем перспективного развития Ленинградской, Новгородской, Карельской, Кольской, Архангельской, Вологодской, Коми, Тверской и Смоленской энергосистем.
В числе заказчиков — администрации регионов, в том числе Правительство Санкт-Петербурга, крупнейшие электросетевые компании, такие как ОАО «ФСК ЕЭС» и ОАО «МРСК Северо-Запада», региональные энергосистемы, проектные организации, предприятия ЖКХ и крупные промышленные потребители, предприятия нефтегазового комплекса.
В состав входит единственная в стране Научно-исследовательская лаборатория конструкций электросетевого строительства (НИЛКЭС). Специалистами НИЛКЭС разработаны все унифицированные конструкции опор ВЛ 35, 110, 220, 330, 750 и 1150 кВ, крупные переходы ВЛ, в том числе уникальные переходы через реки Волгу и Саратовское водохранилище, Иртыш и Обь, Амур и Амурскую протоку, а также такие современные конструкции ВЛ, как опора из многогранного профиля, фундаменты на винтовых сваях и специальная опора, сокращающая ширину просеки для прохождения ВЛ по лесам первой категории. На изобретения и полезные модели, разработанные специалистами НИЛКЭС, получены патенты в России, Англии, Индии, Канаде, Швеции, Германии и Японии.

### Западсельэнергопроект
Основным направлением деятельности института в являются проектно-изыскательские работы по трансформаторным подстанциям с высшим напряжением 110 и 35 кВ, по составлению схем развития электрических сетей в сельской местности зоны (областных и районных электросетей), проектирование потребительских подстанций 6-10/0,4 кВ, высоковольтных линий электропередачи напряжением 0,4 кВ, 6-10 кВ, 35-110 кВ, в том числе кабельных линии.
Пионер внедрения СИП в России.
Закрыт в феврале 2013 года.

### Севзапвнипиэнергопром-Севзапэнергомонтажпроект
Крупнейший на Северо-Западе и один из крупнейших в России проектный институт по разработке источников электроснабжения и теплоснабжения.
Институт является головной организацией по разработке схем теплоснабжения 50 городов России, в том числе — Генеральной схемы теплоснабжения Санкт-Петербурга до 2015 года с перспективой до 2025 года.

### Санкт-Петербургский институт «Теплоэлектропроект»
Комплексное проектирование источников электро- и теплотенерации. В настоящее время выполняет рабочую документацию по второму блоку Юго-Западной ТЭЦ в Санкт-Петербурге. Парогазовый блок электрической мощностью 570 МВт и тепловой 660 Гкал/час.

### Институт «Тулаэнергосетьпроект»
Филилал осуществляет проектирование ВЛ и ПС напряжением от 110 до 750 кВ в Центральном Регионе России, разработку схем развития энергосистем и отдельных энергоузлов, инженерные изыскания для строительства зданий и сооружений. Выполняет работы на территории с общей площадью 370 тыс. км² и численностью населения более 19 млн человек.
Филиал выполняет весь комплекс изыскательских работ для объектов электросетевого проектирования и строительства. Всего по проектам филиала построено:
- ПС 35-750 кВ более 350 штук;
- ВЛ 750 кВ — 509 км;
- ВЛ 500 кВ — 307 км;
- ВЛ 330 кВ — 276 км;
- ВЛ 220 кВ — 2350 км;
- ВЛ 110 кВ — 11500 км;
- большое количество объектов напряжением 6 (10) кВ.

Заказчиками проектов являются 10 энергосистем Центральной зоны России (Белгородская, Брянская, Калужская, Курская, Липецкая, Московская, Орловская, Рязанская, Тамбовская, Тульская) предприятия Филиала ОАО «ФСК ЕЭС» — МЭС Центра, а также нефтяная, газовая, металлургическая отрасли.

### Псковский ОКП
Крупнейшие проекты:
- Реконструкция ВЛ 140-10 от ПС 110/10 кВ «Черская» — первый в СССР проект реконструкции, восстановления и технического перевооружения электрических сетей;
- ПС 35/10 кВ «Быково» и ПС 110/35/10 кВ «Песь» в Новгородской области;
- ПС 110/10 кВ «Таежная» и ПС ПС 110/10 кВ «Печора» в Республике Коми;
- Проект внешнего электроснабжения Пашшорского нефтяного месторождения по заказу ОАО «Лукойл-Коми».[источник не указан 1663 дня]

## История
ОАО «Северо-западный энергетический инжиниринговый центр» учреждено на базе Государственного предприятия Научно-исследовательский, проектно-технологический и конструкторский институт «Севзапэнергомонтажпроект». Общество зарегистрировано Решением Регистрационной палаты мэрии Санкт-Петербурга от 2 ноября 1993 года № 5153 под наименованием АООТ «Севзапэнергомонтажпроект».
В 1997 году АООТ «Институт Севзапэнергомонтажпроект» переименовано в ОАО «Севзапэнергомонтажпроект».
29 июля 2003 года в соответствии с решением единственного акционера — ОАО РАО «ЕЭС России» Общество переименовано в ОАО «Северо-западный энергетический инжиниринговый центр» (ОАО «СевЗап НТЦ»).
13 июля 2004 года Правление ОАО РАО «ЕЭС России» приняло решение о реорганизации ОАО «Институт Севзапэнергосетьпроект», ОАО «Институт Западсельэнергопроект», ОАО «Тулаэнергосетьпроект» в форме присоединения к ОАО «СевЗап НТЦ».
20 августа 2004 года Общее собрание акционеров ОАО «СевзапВНИПИэнергопром» приняло решение о реорганизации общества в форме присоединения к ОАО «СевЗап НТЦ».
20 октября 2004 года на основании решения Совета директоров ОАО «СевЗап НТЦ» от 13 августа 2004 года в Обществе образованы филиал «Севзапэнергосетьпроект-Западсельэнергопроект», филиал «СевзапВНИПИэнергопром-Севзапэнергомонтажпроект», филиал "Институт «Тулаэнергосетьпроект»
29 октября 2004 года в Единый государственный реестр юридических лиц внесена запись о регистрации факта реорганизации ОАО «СевЗап НТЦ» в форме присоединения к нему указанных выше Обществ и о прекращении деятельности присоединяемых Обществ.
9 ноября 2006 года на основании решения Совета директоров ОАО «СевЗап НТЦ» от 18 июля 2006 года в Обществе образованы филиал «Псковский ОКП» и филиал «Смоленский ОКП».
В настоящий момент Общество объединяет активы, включая уникальные архивные материалы, всех реорганизованных институтов.
13 октября 2007 года внеочередным Общим собранием акционеров ОАО «СевЗап НТЦ» принято решение о реорганизации Общества в форме выделения из его состава юридического лица — ОАО «Недвижимость Северо-западного энергетического ИЦ». Выделение было завершено 11 декабря 2007 года, когда в Единый государственный реестр юридических лиц Межрайонной инспекцией № 15 по Санкт-Петербургу Федеральной налоговой службы России была внесена запись о государственной регистрации ОАО «Недвижимость Северо-западного энергетического ИЦ», созданного в результате реорганизации Общества.
20 мая 2008 года ОАО РАО «ЕЭС России» в ходе реализации распоряжения Правительства РФ от 4 февраля 2008 года № 106-р провело аукцион, на котором был выставлен на продажу пакет акций ОАО «СевЗап НТЦ» в размере 75 % (-1 акция) уставного фонда. Победителем торгов было признано ОАО «Энергостройинвест-Холдинг» в лице ООО «Инжиниринговый центр Энерго».
В связи с ликвидацией ОАО РАО «ЕЭС России» оставшиеся 25 % (+1 акция) уставного фонда ОАО «СевЗап НТЦ» с 1 июля 2008 года перешли в порядке правопреемства к ОАО «Холдинг МРСК» (ОАО «Холдинг МРСК»).
Названия компании в разные годы (по состоянию на 01.11.2010): с момента основания в 2004 году по настоящее время — ОАО «Северо-Западный энергетический инжиниринговый центр» (ОАО «СевЗапНТЦ»).
Руководители компании в разные годы (по состоянию на 01.11.2010):
- 2004—2005 годы — Кабиков Константин Викторович,
- 2005—2010 годы — Маневич Юрий Владиславович,
- 2010 год — Егоров Аркадий Александрович[8],
- 2010 год — Ярославцев Игорь Владимирович[9],
- 2010 год-2012 годы — Нигматулин Тагир Робертович[10],
- февраль 2012 — июль 2014 г — Чаховский Максим Александрович.
- июль 2014-февраль 2016 г — Ямпольский Юрий Петрович.

23.03.2015 ОАО «СевЗапНТЦ» арбитражным судом объявлено банкротом, коллектив уволен 30.03.2015, назначен конкурсный управляющий.

### Западсельэнергопроект
В 1949 году в соответствии с Приказом по Министерству сельского хозяйства СССР от 18 июня 1949 года № 598 была создана Северо-Западная зональная проектно-изыскательская контора «Главсельэлектро», являющаяся родоначальником института.
В 1951 году преобразован в Ленинградский филиал Института «Гипросельэлектро» Министерства сельского хозяйства СССР. Институт занимался выполнением проектов сельских гидроэлектростанций, тепловых электростанций, разработкой проектов линий электропередачи 6-10 и 0,4 кВ, электрификацией колхозов, совхозов, МТС.
После преобразования Ленинградский филиал Института «Гипросельэлектро» продолжал заниматься разработкой проектов гидроэлектростанций, дизельных электростанций, МТС, линий электропередачи, электрификации колхозов, совхозов и других потребителей, расположенных в сельской местности.
По мере развития электрических сетей энергосистем, институт прекратил проектирование ГЭС и начал проектирование линий электропередачи напряжением 35-110 кВ, электрических подстанций напряжением 35-110/6-10 кВ для электроснабжения потребителей сельского хозяйства в областях Северо-Западной зоны РСФСР (Ленинградской, Новгородской, Смоленской, Псковской, Архангельской, Мурманской областей, Карельской АССР), а также в целинных районах Казахской ССР и Алтайского края, продолжая выпуск проектов ВЛ 0,4-10 кВ и проектов электрификации колхозов и совхозов, а также ремонтно-производственных баз электросетей с инженерными сетями.
В 1961 году на базе Ленинградского филиала Института «Гипросельэлектро» образован Республиканский институт «Росгипросельэлектро» Республиканского объединения Россельхозтехника РСФСР. С преобразованием в подчинение были переданы филиалы, расположенные на территории РСФСР в городах Горьком, Иркутске, Пятигорске. Институт кроме конкретного проектирования занимался административным, техническим руководством филиалов.
В 1963 году Республиканский институт «Росгипросельэлектро» был преобразован в Ленинградское отделение ВНИПИсельэлектро с центральным институтом, расположенным в Москве. Ленинградское отделение продолжало заниматься разработкой проектов электроснабжения объектов Северо-Западной зоны РСФСР. Сфера деятельности проектирования распространилась на Калининградскую, Костромскую области и Коми АССР. В мае 1969 года Ленинградское отделение передало в Горьковское отделение Костромскую область и Коми АССР.
В 1969 году ВНИПИсельэлектро переименован во Всесоюзный государственный проектно-изыскательский и научно-исследовательский институт «Сельэнергопроект».
В 1990 году на базе Ленинградского отделения Института «Сельэнергопроект» образован Российский Северо-Западный научно-исследовательский, пректно-изыскательский и конструкторско-технологический институт «Россевзапсельэнергопроект».
14 августа 1992 года учреждено АООТ "Научно-исследовательский, проектно-изыскательский и конструкторско-технологический институт по электрификации сельскохозяйственных и других потребителей электроэнергии «Западсельэнергопроект». Выдано свидетельство о государственной регистрации АООТ «Западсельэнергопроект» за № 2906 от 10 июня 1993 года, как правопреемника Института «Россевзапсельэнергопроект».
В 1996 году переименован в ОАО «Институт Западсельэнергопроект».
13 июля 2004 года Правление ОАО РАО «ЕЭС России» приняло решение о реорганизации ОАО «Институт Севзапэнергосетьпроект», ОАО «Институт Западсельэнергопроект», ОАО «Тулаэнергосетьпроект» в форме присоединения к ОАО «СевЗап НТЦ».
Закрыт в феврале 2013 года.

### Севзапвнипиэнергопром
Основан 20 апреля 1952 года на базе Монтажного треста «Ленпромэнергомонтаж» как предприятие, осуществляющее комплексное проектирование объектов тепло- и электроснабжения.
Первоначально специализировался на проектировании энергоисточников для угольной, химической, металлургической, горнодобывающей, целлюлозно-бумажной, тяжелого машиностроения и других отраслей промышленности.
С середины семидесятых годов Институт «СевзапВНИПИэнергопром» расширил зону проектирование энергетических объектов и стал генеральным проектировщиком таких крупных тепловых электростанций, как ТЭЦ-5, ТЭЦ-7, ТЭЦ-14 и ТЭЦ-15 Ленэнерго; Ярославские ТЭЦ-1, ТЭЦ-2, и ТЭЦ-3, Петрозаводская ТЭЦ, Воркутинские ТЭЦ-1 и ТЭЦ-2, Разданская ТЭЦ, Магаданская ТЭЦ, Южно-Сахалинская ТЭЦ, Охинская ТЭЦ на острове Сахалин.
20 августа 2004 года Общее собрание акционеров ОАО «СевзапВНИПИэнергопром» приняло решение о реорганизации общества в форме присоединения к ОАО «СевЗап НТЦ».

### Тулаэнергосетьпроект
Создан 10 августа 1961 года.
13 июля 2004 года Правление ОАО РАО «ЕЭС России» приняло решение о реорганизации ОАО «Институт Севзапэнергосетьпроект», ОАО «Институт Западсельэнергопроект», ОАО «Тулаэнергосетьпроект» в форме присоединения к ОАО «СевЗап НТЦ».

### Севзапэнергосетьпроект
Создан в 1962 году как Северо-западное отделение Института «Энергосетьпроект» для комплексного решения проблем, связанных с развитием электрических сетей на Северо-Западе СССР. Однако география работ, выполняемых Институтом «Севзапэнергосетьпроект», значительно шире: по проектам, разработанным его специалистами, построены электросетевые объекты различных классов напряжения во многих регионах России, а также в Финляндии, Румынии, Югославии, Индии, Монголии, Сирии, Ливии, Гвинее, Вьетнаме, Лаосе, Камбодже, в Казахстане и на Кубе.
13 июля 2004 года Правление ОАО РАО «ЕЭС России» приняло решение о реорганизации ОАО «Институт Севзапэнергосетьпроект», ОАО «Институт Западсельэнергопроект», ОАО «Тулаэнергосетьпроект» в форме присоединения к ОАО «СевЗап НТЦ».

## Собственники
Собственниками компании являются (по состоянию на 01.09.2010):
- ОАО «Энергостройинвест-Холдинг» в лице ООО «Инжиниринговый центр Энерго» (с 20.05.2008) — 75 % (- 1 акция).
- ОАО «Холдинг МРСК» (с 01.07.2008) — 25 % (+ 1 акция).

В 2007 году была осуществлена реорганизация ОАО «СевЗап НТЦ» в форме выделения ОАО «Недвижимость Северо-западного энергетического ИЦ». Цель — исключение из баланса компании основного недвижимого имущества для обеспечения безопасности (сохранения) бизнеса после его продажи.
До 20 мая 2008 года 100 % акций компании принадлежало государству в лице ОАО РАО «ЕЭС России» — единственного акционера Общества.
В рамках реформирования ОАО РАО «ЕЭС России», 20 мая 2008 года пакет акций ОАО «Северо-Западный энергетический инжиниринговый центр» в размере 75 % (-1 акция) был реализован в пользу ООО «Инжиниринговый центр Энерго», представляющее ОАО «Энергостройинвест-Холдинг». ООО «Инжиниринговый центр Энерго» в ходе открытого аукциона предложило за пакет акций компании 2 275 млн рублей. Ценовое предложение, сложившееся в результате аукциона, более, чем в 3,5 раза превысило начальную цену. Начальная цена пакета акций, равная рыночной стоимости, определенной на основании заключения независимого оценщика, составила 625 млн рублей. На покупку пакета акций компании претендовало 5 участников аукциона.
Остальной пакет акций, в размере 25 % (+1 акция) 1 июля 2008 года был передан по разделительному балансу в пользу ОАО «Холдинг МРСК».
С целью заинтересованности менеджмента в сохранении и развитии инжинирингового профиля компании акции, принадлежащие ОАО «Холдинг МРСК», по договору доверительного управления имуществом с 13 марта 2009 года переданы в пользу ООО «Менеджмент научно-проектного комплекса Северо-Запада» (ООО «Менеджмент ДЗО НПК»).

## Дочерние компании
ОАО «Северо-Западный энергетический инжиниринговый центр» дочерних компаний не имеет (по состоянию на 01.11.2010).
Весной 2008 года ОАО «СевЗап НТЦ» приобрел акции в размере 99 % уставного фонда ЗАО «Северо-Западная инжиниринговая корпорация» (Санкт-Петербург, основано в 2006 году). 13 сентября 2010 года компания продала данный пакет.